# 十和村 (茨城県)
十和村（じゅうわむら）は、1889年（明治22年）4月1日から1955年（昭和30年）3月1日まで存在した茨城県筑波郡の村。現在の茨城県つくばみらい市北西部及び、常総市の一部に当たる。

## 地理
茨城県筑波郡南部にあった村。小貝川の東岸に立地し、地域内は谷原領3万石として開発された田園地帯の北部に当たる。発足後は、旧上長沼村戸長宅に村役場が置かれ、一時日川に移転、1897年（明治30年）に上長沼に再移転し、閉村まで置かれた。
現在の地名ではつくばみらい市押砂、上長沼、北袋、下長沼、田村、樛木（つきぬき）、日川(にっかわ)、真木、箕輪、常総市水海道川又町の大部分に相当する。また、当村と同一名称である現在のつくばみらい市十和は、谷和原村発足時に旧北相馬郡寺畑・細代の一部より新設したものである。

### 地域
- 大字押砂
  - （字）太田、押砂、茅場、北坪、北坪裏、北坪前、北山、治部田（じべた）、笹淵、新田、仲堀淵、長押、西、西田、西坪、西坪裏、二向押（にむかいおし）、沼田、沼坪、沼坪前、東田、東坪、東坪裏、東坪前、向押（むかいおし）、八幡沼（やはたぬま）
- 大字上長沼
  - （字）内郷、門田（かどだ）、宅地附（たくちつき）、長張（ちょうはり）、西、西田、畑田（はただ）、東、前西田、前西田耕地、丸田、向西田（むかいにしだ）
- 大字北袋
  - （字）牛子、門田（かどだ）、川押、北袋、光照寺山（こうしょうじやま）、小貝川向（こかいがわむかい）、新田、長張、堤ノ間、中坪、中坪前、西脇、長井戸、中島、仲畑、西山、橋本、本田押（ほんでんおし）、本田坪（ほんでんつぼ）、前田、前畑、南坪、宮押、宮前、屋敷付本田（やしきつきほんでん）、屋敷裏、屋敷東、用水向（ようすいむかい）
- 大字下長沼
  - （字）圦樋落（いりひおとし）、上境、上長沼村境、蔵前、水深、関場、長沼、二平裏、八反田、長張、西、西屋敷、西屋敷付、東、東屋敷付、前田
- 大字田
  - （字）合ノ内、愛宕、愛宕内郷、愛宕下、荒句、イカツチ、石橋、馬洗、大坪、大堀、大堀谷津、門畑、神田頭（かんだがしら）、神田、神田台、北坪、経田（けいた）、塙（こう）、塙内郷（こううちごう）、塙坪（こうつぼ）、鴻巣、鴻巣内郷、駒形、下タ畑（したはた）、城山下、城山中、神明、白ハタ、新山、炭焼坪、玉金（たまがね）、玉金下、田村谷津、寺前下、茶ノ木、茶ノ木入、寺前、天王入（てんとういり）、殿山、殿山内郷、殿山下、城山、並木、長町、原山、水呑、南塙（みなみこう）、南塙乙、道城、宮ノ入和台、雷（らい）、八幡前（やはたまえ）
- 大字樛木
  - （字）内耕地（うちこうち）、沖田耕地、腰牧、腰牧耕地、埃蔵耕地（ごみくらこうち）、讃岐、讃岐耕地、新田耕地、新田西耕地、新田東耕地、樛木、飛地、中田耕地（なかだこうち）、根田耕地、毘沙門、毘沙門耕地
- 大字日川
  - （字）赤沼、愛宕下、伊三郎宅地付（いさぶろうたくちつき）、伊十宅地付、伊重宅地付、伊十郎、伊十郎宅地付、市郎平浦（いちろうべいうら）、市郎平宅地付、伊平宅地付、入田、円次宅地付（えんじたくちつき）、牛年（うどし）、栄治宅地付、大縄、嘉吉門前（かきちかどまえ）、嘉吉宅地付、掛堀付（かけほりつけ）、掛堀前、鹿島浦、鹿島前、門田（かどた）、門田（かどだ）、門畑、上宿（かみしく）、上坪、勘十宅地付（かんじうたくちつき）、記市浦、記市宅地付、記一郎宅地付、喜作宅地付、儀造宅地付、喜太郎宅地付、喜平宅地付、金平宅地付、熊吉門田（くまきちかどた）、熊吉門前、熊吉宅地付、粂吉宅地付、久四郎浦、久四郎宅地付（きゅうしろうたくちつき）、久四郎前、久平宅地付（きゅうへいたくちつき）、休平宅地付、金左エ門裏（きんざえもんうら）、金次郎宅地付、金平宅地付、金平宅地付、熊造宅地付、健治宅地付、源平、源兵ヱ堤西（げんぺいつつもにし）、源兵ヱ堤東、鴻巣、五反田、小日川（こにつかわ）、五平宅地付、五郎作宅地付、定平宅地付、沢七宅地付、三角、治三郎宅地付（じさぶろうたくちつき）、下坪（しもつぼ）、下モ田（しももだ）、周平宅地付、四郎平宅地付、新田戸井口（しんたといくち）、新道宅地付、新造宅地付、新畑、新畑森木（しんはたもりき）、清五郎宅地付、清次郎宅地付、瀬平宅地付、仙次宅地付、仙平宅地付（せんへいたくちつき）、仙沼宅地付、ソメ宅地付、台畑、大六天浦（だいろくてんうら）、大六天下、耕下（たがらした）、タキ宅地付、宅地付、徳次宅地付、地蔵、地蔵前、竹橋（たけはし）、立下、忠治宅地付、長作（ちょうさく）、長作宅地付、長吉宅地付、塚田、寺家田（てらやた）、伝平宅地付、戸平宅地付、土手引、中落し付（なかおとしつき）、仲田、中坪、中谷原（なかやはら）、中谷原坪、中谷原前、仁平浦、仁平宅地付、七反、八郎平宅地付、浜吉宅地付、豊体（ぶたい）、平沼、併重浦、前畑（まいはた）、前畑耕地（まえはたこうち）、真木、又平宅地付、松造宅地付、みよ宅地付、茂吉宅地付（もきちたくちつき）、巳年、南境、弥五郎宅地付、安次郎浦、安次郎宅地付、矢七前畑（やしちまいはた）、矢七宅地付、八幡浦、八幡前（やはたまえ）、用造宅地付、由五郎宅地付（よしごろうたくちつき）、米吉宅地付、米平浦（よねへいうら）、米平宅地付、四反八畝（よんたんはっせ）、六右エ門、利平宅地付、緑次宅地付、林治宅地付（りんじたくちつき）
- 大字真木
  - （字）太田耕地、大山、大山耕地、塚田耕地、西田耕地、沼向耕地（ぬまむかいこうち）、東田耕地（ひがしだこうち）、南畑耕地、狸表耕地（むじなひょうこうち）、谷ツ下耕地
- 大字箕輪
  - （字）井堀、土布（つちふ）、堤外（ていがい）、箕輪、屋敷附（やしきつき）

## 歴史

### 沿革・年表
- 1889年（明治22年）4月1日 - 町村制施行に伴い、上長沼村・樛木村・押砂村・箕輪村・北袋村・下長沼村・真木村・田村が合併し、筑波郡十和村となる。
- 1893年（明治26年）6月2日 - 勅令第二百八十五號により、北相馬郡小絹村大字細代字森戸、大字寺畑字田新田を編入[3]。
- 1955年（昭和29年）3月1日 - 筑波郡谷原村・福岡村、北相馬郡小絹村と合併し、筑波郡谷和原村となる。